# Euparatettix strimaculatus
Euparatettix strimaculatus är en insektsart som beskrevs av Zheng, Z., Lu och Li 2000. Euparatettix strimaculatus ingår i släktet Euparatettix och familjen torngräshoppor. Inga underarter finns listade i Catalogue of Life.